# St. Louis Post-Dispatch
Le St. Louis Post-Dispatch est un journal à Saint-Louis, Missouri, aux États-Unis.
Il est fondé le 12 décembre 1878 par Joseph Pulitzer.